# Per Jacobsen
Per Jacobsen (20 marzo 1924 – 12 dicembre 2012) è stato un calciatore norvegese, di ruolo attaccante.

## Carriera

### Club
Jacobsen giocò nell'Odd dal 1945 al 1965, diventando capocannoniere del campionato 1952-1953.